# Franzl Lang
Franzl Lang, född som Franz Lang 28 december 1930 i München, död 6 december 2015 i München,  var en tysk sångare, joddlare, gitarrist, och dragspelare. Han var mer känd som Jodlerkönig (tyska för joddelkungen) och anses allmänt ha varit världens bästa alpina joddlare, och även den bäst säljande.
Lang växte upp i München och blev verktygsmakare efter att han gått ut skolan. Redan som nioåring fick han sitt första dragspel, som senare blev ett av hans signum. Hans största hit var med låten "Kufsteinlied" som han spelade in 1968. Under en stor del av 1970-talet var han ett givet inslag i musikvaritéer i västtysk TV och särskilt i ZDF-programmet "Lustige Musikanten" (tyska för Roliga Musikanter).
Lang sålde fler än 10 miljoner skivor, fick 20 guldskivor och en platinaskiva i Tyskland, vilket gör honom till en av de mest framgångsrika sångarna någonsin inom folkmusikbranschen.